# Thược dược lá hẹp
Thược dược lá hẹp (danh pháp hai phần: Paeonia anomala) là một loài thực vật trong Paeoniaceae. Loài này có rất nhiều các môi trường sống hoang dã, trải dài từ dãy núi Ural của Nga dãy núi Pamir của Trung Á, sau đó sa mạc Gobi Mông Cổ và dãy núi Tien Shan của Kazakhstan.

## Phân loài
- P. a. anomala: thược dược Tân Cương
  - P. a. anomala thứ intermedia: khối căn thược dược
- P. a. veitchii: thược dược Veitch, Xuyên xích thược